# German Petrowitsch Lupekin
German Petrowitsch Lupekin (russisch Герман Петрович Лупекин; * 1. Januar 1919 in Kropotkin, Region Krasnodar, Sowjetrussland; † 16. Januar 2016 in St. Petersburg) war ein sowjetischer bzw. russischer Theater- und Film-Schauspieler sowie Regisseur.

## Leben und Leistungen
Lupekin absolvierte 1938 die 1. Sestrorezker Sekundarschule und besuchte anschließend einen Lehrerkurs im Bereich „Naturwissenschaften“ am Pädagogischen Institut „A. I. Herzen“ in Leningrad. Ab 1939 arbeitete er ein Jahr lang als Lehrer an der 2. Sestrorezker Sekundarschule „M. Gorki“. 1940 begann Lupekin am Staatlichen Theaterinstitut Leningrad ein Studium, musste dieses aber aufgrund des Deutsch-Sowjetischen Krieges unterbrechen. Bis 1945 stand er für mehrere Funktionen im Dienst der Roten Armee und wurde dreimal verwundet. Bereits damals trat er auch als Unterhalter in Erscheinung. Nach der Demobilisierung nahm Lupekin sein Studium wieder auf und schloss dieses 1948 mit Auszeichnung ab.
Bis 1949 war Lupekin zunächst Operettendarsteller, wechselte aber 1950 an das Leningrader Komsomol-Theater, wo er bis 1962 auftrat, u. a. in einer Adaption von Dostojewskis Erniedrigte und Beleidigte. Anschließend trat er bis 1965 beim Leningrader Staatstheaters für Musikkomödien auf, gehörte vom Mai bis Dezember 1966 zur Belegschaft des Lenfilmstudios und war von 1967 bis 1986 Regisseur für das Kinder- und Jugendprogramm des Leningrader Ausschusses für Fernsehen und Rundfunk. Zwischen 1981 und 1989 dozierte er außerdem beim Leningrader Staatlichen Institut für Theater, Musik und Kinematografie im Fach „Fernsehregie“.
Sein Filmdebüt gab Lupekin 1955 in Дело Румянцева (Delo Rumjanzewa). Bis 1991 war er 30 mal vor der Kamera zu sehen, oftmals in Märchen- und Kinderfilmen. Neben bekannten Werken wie Republik der Strolche (1966) und Die Schneekönigin (1967) gehörten auch die Fernsehfilme Захудалое королевство (Sachudaloje korolewstwo) mit Lupekin als Beelzebub, Сказка о Мите и Маше, о Весёлом Трубочисте и Мастере Золотые Руки (Skaska o Mite i Masche, o Wesjolom Trubotschiste i Mastere Solotye Ruki, 1967), in dem er den Koschtschei gab, und Тим Талер, или Проданный смех (Tim Taler, ili Prodanny smech, 1970) nach James Krüss’ Roman Timm Thaler oder Das verkaufte Lachen zu seinem Schaffen.
Ab 1967 trat Lupekin außerdem zehnmal als Regisseur für Fernsehfilme und -spiele in Erscheinung, zuletzt 1996 für das Ballettstück Сказка о рыбаке и рыбке (Skaska o rybake i rybke). Nachdem 1966 erstmals ein Drehbuch von ihm verfilmt wurde, Ты приходи к нам, приходи... (Ty prichodi k nam, prichodi …) unter der Leitung Wladimir Pobols, verfasste er auch für seine eigenen Regiearbeiten Архимеды XX века (Archimedy XX weka) und Мальчик из спичечной коробк (Maltschik is spitschetschnoi korobk), beide 1969 produziert, die Skripts.
Er starb kurz nach seinem 97. Geburtstag in St. Petersburg.

## Ehrungen
Lupekin erhielt für seinen Militärdienst folgende Auszeichnungen:
- Medaille „Für die Verteidigung Leningrads“ (1943)
- Medaille „Für Verdienste im Kampf“ (19. Februar 1945)
- Medaille „Sieg über Deutschland“ (1945)
- Orden des Vaterländischen Krieges I. Klasse (1. August 1986)[7]

In einem Nachruf des Fernsehsenders NTW wurde er als „Patriarch des Fernsehens“ gewürdigt, dessen Kreativität allen Kindern in der UdSSR bekannt war. Der Kameramann und Regisseur Wladimir Gretschischkin sah in ihm einen „ungewöhnlichen freundlichen Menschen“, der „eine besondere Atmosphäre der Wärme“ zu schaffen vermochte.

## Filmografie (Auswahl)
- 1956: Viel Lärm um Maxim (Maxim Perepeliza)
- 1961: Rette sich, wer kann! (Polosaty reis)
- 1967: In der Stadt S. (W gorode S.)
- 1966: Tibul besiegt die Dickwänste (Tri tolstjaka)
- 1966: Republik der Strolche (Respublika SCHKID)
- 1967: Die Schneekönigin (Sneschnaja korolewa)
- 1972: Der Kreis (Krug)
- 1973: Ein schlechter, guter Mensch (Plochoi choroschi tschelowek)
- 1977: Ein Schlüssel, den man nicht weitergeben darf (Kljutsch bes prawa peredatschi)